# Traa Daniels
Traa Daniels, pseudonimo di Mark Daniels (Cleveland, 30 dicembre 1970), è un bassista statunitense, dal 1994 membro del gruppo nu metal di San Diego P.O.D..

## Biografia
Di origine afro-americane e francesi, è sposato con Sonja e ha due figli, Ricky e Rijan.